# Lambay Island SPA
Lambay Island SPA este o arie protejată (arie de protecție specială avifaunistică — SPA) din Irlanda întinsă pe o suprafață de 599,3 ha, integral pe uscat.

## Localizare
Centrul sitului Lambay Island SPA este situat la coordonatele 53°29′30″N 6°00′39″W / 53.491704°N 6.010786°V.

## Înființare
Situl Lambay Island SPA a fost declarat arie de protecție specială avifaunistică în noiembrie 1995 pentru a proteja 16 specii de animale.

## Biodiversitate
Situată în ecoregiunea atlantică, aria protejată nu include niciun habitat protejat.
La baza desemnării sitului se află mai multe specii protejate de  păsări (16): alca (Alca torda), gâscă cenușie (Anser anser), pietruș (Arenaria interpres), Branta bernicla, Calidris maritima, șoim călător (Falco peregrinus), papagal de mare (Fratercula arctica), Fulmarus glacialis, scoicar (Haematopus ostralegus), pescăruș negricios (Larus fuscus), culic mare (Numenius arquata), cormoran mare (Phalacrocorax carbo), Puffinus puffinus, Rissa tridactyla, călifar alb (Tadorna tadorna), Uria aalge.
Pe lângă speciile protejate, pe teritoriul sitului au mai fost identificate 4 specii de păsări, 1 specie de mamifere.